# Baldy Beacon
Der Baldy Beacon ist ein Berggipfel der Mountain Pine Ridge in den Maya Mountains. Der Berg liegt im Cayo District von Belize und ist mit 1020 m der höchste Punkt der Mountain Pine Ridge.

## Geographie
Die Mountain Pine Ridge ist ein Höhenzug mit Granit-Untergrund. Die niedrigeren Lagen sind bestanden mit tropischem Regenwald, die höheren Lagen um den Baldy Beacon sind von Grasland geprägt. Baldy Beacon ist der einzige Gipfel, welcher die 1000 m übersteigt. Der nächstshohen Gipfel sind Sibun Hill (995 m) und Cooma Cairn (953 m).
Nach Süden erstreckt sich das Mountain Pine Ridge Forest Reserve, der Gipfel gehört jedoch nicht zu dem Schutzgebiet. Eine Straße verläuft dort vom östlich gelegenen Dorf Baldy Beacon nach Westen zur Cooma Cairn Ranger Station.
Der Berg liegt auf der Wasserscheide zwischen dem Roaring Creek im Nordwesten, dem Boomsma Creek im Norden (Zufluss des Roaring Creek), dem Caves Branch im Nordosten und einem Bach im Süden, welcher in den Macal River mündet.
Auf dem Gipfel steht eine Radio-Sendeanlage (Faith FM 104.5 Repeater Station).